# UNBALANCE (ゲーム会社)
株式会社UNBALANCE（英: UNBALANCE Corporation）は、東京都千代田区に本社を置くテレビゲームの制作・開発会社。1998年に伊藤忠商事コンテンツ事業部を設立し、2006年にMBOにより「株式会社アンバランス」として独立した。携帯電話用ゲーム・アプリケーションの制作も行っている。2023年3月に「株式会社UNBALANCE」に商号変更した。
2019年11月29日に国際AI囲碁協会を設立した。

## タイトル

### PC用ソフトウェア

#### テーブルゲーム
- 囲碁
  - 囲碁1999[7]
  - 囲碁2000[7]
  - 最強の囲碁[7]
  - お父さんのための強い囲碁弐[7]
  - お父さんのための強い囲碁参[7]
  - お父さんのための囲碁3[7]
  - 囲碁[8]
  - 最強の囲碁2002[8]
  - 早うち囲碁[9]
  - 囲碁入門[10]
  - 囲碁 一級認定版[11]
  - 囲碁3[12][13]
  - 石倉昇の囲碁講座 上級編[14]
  - 石倉昇九段の囲碁講座 大全集[15]
  - 新囲碁入門[16]
  - 本格的シリーズ 最強の囲碁 特別記念版[17]
  - 100万人のための囲碁[18]
  - 最強の囲碁 Zero[19]
- 将棋
  - 将棋2001年度版[7]
  - お父さんのための強い将棋[7]
  - お父さんのための強い将棋 弐[20]
  - お父さんのための将棋2[7]
  - 早指し将棋[8]
  - 将棋[8]
  - 将棋3[12]
  - 軍人将棋[12]
  - 剛腕将棋[8]
  - 金沢将棋[11]
  - 激戦シリーズ 将棋[21]
  - 金沢将棋 2003[21]
  - 金沢将棋レベル100[22]
  - 本格的シリーズ 金沢将棋2005[17]
  - 100万人のための 金沢将棋レベル100[18]
- 花札
  - お父さんのための花札てんこもり[7]
  - 花札[8]
  - 妖怪花あそび[23]
  - ザ・花札[24]
- トランプ
  - お父さんのためのカジノ プロフェッショナル[7]
  - 世界テーブルゲームシリーズ The Contract Bridge[7]
  - カジノ[12]
  - コントラクトブリッジ[25]
  - 本格的シリーズ コントラクトブリッジ チャンピオンシップトーナメント[26]
  - 大富豪 Plus5[27]
- 麻雀
  - お父さんのための麻雀～ルールいろいろ編～2[7]
  - 麻雀[8]
  - 麻雀3[12][14]
  - 谷岡ヤスジの激戦麻雀[28]
  - 超爆発的1980シリーズ 麻雀[29]
  - 二階堂姉妹の麻雀講座 入門編[30]
  - 本格的シリーズ 最強の麻雀[17]
  - 本格的シリーズ 最強の麻雀II ～1000局の戦い～[31]
  - 最強の麻雀3[32]
  - 100万人のための3D麻雀[33]
- その他
  - 世界テーブルゲームシリーズ Othello[7]
  - 世界テーブルゲームシリーズ The CHESS[7]
  - 世界テーブルゲームシリーズ The Back Gammon[7]
  - オセロ[8]
  - チェス[25]
  - バックギャモン[25]
  - チェス －CHESS－[25]

#### シミュレーションゲーム
- 電車でGO!シリーズ移植
  - 電車でGO！[3]
  - 電車でGO!2高速編[34] 
    - 電車でGO2 高速編 3000番台[35]

  - 電車でGO! 名古屋鉄道編[36]
  - 汽車でGO![37]
  - ジェットでGO![38]
  - 電車でGO! プロフェッショナル仕様[39]
  - 電車でGO!3通勤編 ダイヤ改正[40]
  - 電車でGO! 新幹線 山陽新幹線編[41]
  - 電車でGO! 旅情編[42]
  - ジェットでGO! 2[43]
  - 電車でGO！プロフェッショナル2[44]
  - 電車でGO！FINAL[45]
- ゴルフゲーム
  - ゴルフ －海岸コース編－[12]
  - ゴルフ －山岳コース編－[12]
  - お父さんのためのゴルフ～名門コース編 軽井沢72ゴルフ北南コース～[7]
  - ３Dゴルフ[46]
  - ゴルフ ザ レイクス[47]
  - ゴルフ 軽井沢名門コース 総集編[48]
  - めっちゃGOLF 海岸でナイスショット[49]
  - めっちゃGOLF ～高原でナイスショット！～[50]
  - めっちゃGOLF ～ラスベガスでナイスショット！～[51]
- 遊技機移植
  - CRルパン三世X[52]
  - SLOT!PRO～大江戸桜吹雪2～[53]
  - CR不二子にお・ま・か・せ K[54]
  - マジカルチェイサー3[55]
  - ジャグラー[56]
  - GOGOジャグラーSP[56]
  - ミルキーバー[57]
- 釣り
  - お父さんのための釣り 川釣り編
  - お父さんのための釣り 渓流編
  - お父さんのための釣り 海釣り編
  - お父さんのための海釣り2 デラックス編[58]
  - 海釣りデラックス[12](お父さんのための海釣り2 デラックス編の廉価版)
  - お父さんのための釣り～フライフィッシング編～[7]
  - お父さんのための釣り～バス釣り編～[7]
  - バスフィッシング・ザ・レイクス[59]
  - バス釣り チャンピオンシップトーナメント(バスフィッシング・ザ・レイクスの廉価版)
- 競馬
  - 競馬[8]
  - 血統競馬[12]
- その他
  - トランスポートタイクーンDX
  - 喫茶店始めちゃいました。[60]
  - ファースト クイーン ザ・ニューワールド[8]
  - 熱帯楽園 －海水魚の国－[61]
  - 花火[注 1][62]
  - マリンファンタジア[63]
  - 本格的シリーズ ビリヤードチャンピオンシップトーナメント[64]

#### その他
- タイピングゲーム
  - タイピング横綱[65]
  - タイピング競馬 『走れ! ドサンコォー!』[66]
  - はっけよい! 打ノ花[65]
  - NOVAうさぎとタイピングでトラべる?[67]
- 英会話
  - NOVAうさぎのトラベルEnglish ～海外旅行のススメ。～[68]
  - NOVAうさぎのしゃべれる英会話[69]
- 格闘ゲーム
  - サイキックフォース2012 復刻版[70]
- 音楽
  - Making WAVES[71]
- ブロック崩し
  - アルカノイド[注 2][72]

### 家庭用ゲーム機向けソフトウェア
- ミルキーバー & キラークイーン 永久保存版[73]
- 石倉昇九段の囲碁講座 ～目指せ、実力初段!～[74]
- 石倉昇九段の囲碁講座 中級編 ～実力5級を目指す人へ～[75]
- ウロボロスの呪い ～Broken Sword～（英語版）[76]
- みんなの倉庫番[77]
- 最強の麻雀～100万人のための麻雀道場～[78][79]
- みんなのオセロ[80]
- みんなの花札[81]
- みんなの詰将棋 入門編[82]
- みんなの詰将棋 中級編 1[83]
- みんなの詰将棋 中級編2[84]

### スマートフォン向けアプリケーション
- 金沢将棋レベル 100[85]
- 石倉昇九段の囲碁講座 入門編[86]
- ザ・オセロ[87]
- 詰将棋[88]
- ザ・チェス[89]
- 最強の囲碁[90]
- 最強の囲碁HD ～Crazy Stone～[91]
- 実戦詰碁[92]
- 100万人のための麻雀[93]
- ザ・手相[93]
- 女子のための手相[93]
- モテる！男の手相[93]
- ザ・チェス ～Crazy Bishop～[93]
- 最強の囲碁 エントリー版[94]
- 熱帯楽園[95]
- みんなの詰将棋[96]
- みんなの囲碁[96]
- みんなの五目並べ[97]
- 推理アドベンチャー“ウロボロスの呪い”[98] 
  - 推理アドベンチャー“ウロボロスの呪い”後編[99]
- 最強の囲碁 Deep Learning[100]
- みんなの将棋教室I～ルールを覚えて将棋を指してみよう～[101]
- ザ・バックギャモン[102]
- みんなの将棋[103]
- アルケリンガの魔海[注 3][104]
- 囲碁であそぼ！[105]
- えとはなっ！～干支っ娘・花札バトル～[106]
- ブラックジャックギア[107]

### その他
- POG2001[108]
- Pocket 麻雀[109]
- Pocket 将棋[109]
- Pocket オセロ[109]
- Pocket 囲碁[109]
- Pocket チェス[109]
- 天賞堂 151系こだま号[110]
- NOVAうさぎ どんぶり[111]
- ぴゅあ☆大富豪[18]
- 100万人のための3D麻雀[112]